# ساكي أباد (تشغاخور)
ساکي أباد (بالفارسية: ساکی‌آباد) هي قرية تقع في إيران في قسم تشغاخور الريفي. يقدر عدد سكانها بـ 125 نسمة بحسب إحصاء 2016.